# Carlens Arcus
Carlens Arcus (Port-au-Prince, 28 juni 1996) is een Haïtiaans voetballer die doorgaans speelt als rechtervleugelverdediger. Hij maakte in juni 2024 de overstap van Vitesse naar Angers SCO. Arcus is sinds 2016 Haïtiaans international.

## Clubcarrière

### Jeugd
Arcus doorliep de jeugd van Racing CH en Club Sportif Saint-Louis. In 2015 stapte hij over Troyes AC. Daar debuteerde hij op 24 april 2015 in het eerste elftal in de met 2–0 verloren uitwedstrijd tegen AS Nancy. Hij kwam dertien minuten voor tijd Karim Azamoum vervangen.

### AJ Auxerre
Na tegenvallende omzwervingen bij onder meer Lille OSC en Cercle Brugge werd hij door Cercle Brugge in het seizoen 2017/18 verhuurd aan AJ Auxerre. Na een succesvol seizoen waarin hij 30 maal in actie kwam werd de huurovereenkomst een definitieve aankoop. Arcus tekende een contract voor vier seizoenen. Hij speelde in totaal 161 wedstrijden voor AJ Auxerre, waarin hij goed was voor drie goals en veertien assists.

### Vitesse
Op 23 juni 2022 werd bekend dat Arcus een contract voor drie seizoenen heeft getekend bij Vitesse. Hij kwam transfervrij over van AJ Auxerre. Hij maakte op 7 augustus in een 2-5 nederlaag tegen Feyenoord zijn debuut voor Vitesse. Op 4 februari 2023 scoorde hij in een 2-2 gelijkspel tegen FC Emmen zijn eerste treffer voor de club. In zijn eerste seizoen speelde hij in 30 van de 34 competitiewedstrijden mee, net als in zijn tweede seizoen. Dat seizoen degradeerde hij wel met Vitesse uit de Eredivisie, door een negatief puntenaantal (zes, mede door een puntenaftrek van achttien punten). Vervolgens vertrok hij met nog één seizoen op zijn contract transfervrij bij Vitesse. Hij kwam tot 62 wedstrijden, één goal en zeven assists.

### Angers SCO
In de zomer van 2024 keerde Arcus terug in de Ligue 2 bij Angers SCO, waar hij een contract voor twee seizoenen tekende tot de zomer van 2026.

## Clubstatistieken
| Seizoen | Club          | Competitie      | Competitie | Competitie | Beker | Beker | Totaal | Totaal |
| Seizoen | Club          | Competitie      | Wed.       | Dlp.       | Wed.  | Dlp.  | Wed.   | Dlp.   |
| ------- | ------------- | --------------- | ---------- | ---------- | ----- | ----- | ------ | ------ |
| 2014/15 | Troyes AC     | Ligue 2         | 1          | 0          | 0     | 0     | 1      | 0      |
| 2015/16 | Troyes AC     | Ligue 2         | 0          | 0          | 0     | 0     | 0      | 0      |
| 2016/17 | Lille OSC     | Ligue 1         | 0          | 0          | 4     | 0     | 4      | 0      |
| 2017/18 | Cercle Brugge | Eerste klasse B | 0          | 0          | 1     | 0     | 1      | 0      |
| 2017/18 | AJ Auxerre    | Ligue 2         | 30         | 0          | 3     | 0     | 33     | 0      |
| 2018/19 | AJ Auxerre    | Ligue 2         | 28         | 2          | 2     | 0     | 30     | 2      |
| 2019/20 | AJ Auxerre    | Ligue 2         | 24         | 0          | 1     | 0     | 25     | 0      |
| 2020/21 | AJ Auxerre    | Ligue 2         | 38         | 0          | 0     | 0     | 38     | 0      |
| 2021/22 | AJ Auxerre    | Ligue 2         | 34         | 1          | 1     | 0     | 35     | 1      |
| 2022/23 | Vitesse       | Eredivisie      | 30         | 1          | 1     | 0     | 31     | 1      |
| 2023/24 | Vitesse       | Eredivisie      | 30         | 0          | 1     | 0     | 31     | 0      |
| 2024/25 | Angers SCO    | Ligue 2         | 0          | 0          | 0     | 0     | 0      | 0      |
| Totaal  | Totaal        | Totaal          | 215        | 4          | 14    | 0     | 229    | 4      |

Bijgewerkt op 8 juli 2024.

## Interlandcarrière
Arcus maakte op 3 september 2016 zijn debuut voor de nationale ploeg. Van bondscoach Patrice Neveu mocht hij de thuiswedstrijd tegen Costa Rica starten en volledig uitspelen. De wedstrijd werd met 0–1 verloren na een doelpunt van Randall Azofeifa.